# The March
| Críticas profissionais | Críticas profissionais |
| Avaliações da crítica  | Avaliações da crítica  |
| Fonte                  | Avaliação              |
| ---------------------- | ---------------------- |
| allmusic               | [ 1 ]                  |

The March é o quarto álbum de estúdio da banda Unearth, lançado a 14 de outubro de 2008.
O álbum estreou no nº 45 da Billboard 200, com vendas de quase 11 mil cópias na primeira semana.

## Faixas
Todas as faixas por Trevor Phipps e Unearth, exceto onde anotado.
1. "My Will Be Done" — 3:37
2. "Hail the Shrine" — 3:58
3. "Crow Killer" — 3:17
4. "Grave of Opportunity" — 3:53
5. "We Are Not Anonymous" — 3:04
6. "The March" — 3:29
7. "Cutman" — 3:12
8. "The Chosen" — 3:53
9. "Letting Go" (Kerswill, Phipps, Unearth) — 4:43
10. "Truth or Consequence" (Maggard, Phipps, Unearth) — 4:10
11. "Our Callous Skin" (faixa bónus edição especial) — 10:15

## Desempenho nas paradas musicais
| Parada musical (2008)               | Posição |
| ----------------------------------- | ------- |
| Estados Unidos - Independent Albums | 3       |
| Estados Unidos - Billboard 200      | 45      |

## Créditos
- Trevor Phipps — Vocal
- Buz McGrath — Guitarra
- Ken Susi — Guitarra, vocal
- John Maggard — Baixo, vocal
- Derek Kerswill — Bateria